# Kanaphan Puitrakul
 (mars 2024).
Le contenu est difficilement compréhensible vu les erreurs de traduction, qui sont peut-être dues à l'utilisation d'un logiciel de traduction automatique.
 (mars 2024).
La mise en forme du texte ne suit pas les recommandations de Wikipédia : il faut le « wikifier ».
Les points d'amélioration suivants sont les cas les plus fréquents. Le détail des points à revoir est peut-être précisé sur la page de discussion.
- Les titres sont pré-formatés par le logiciel. Ils ne sont ni en capitales, ni en gras.
- Le texte ne doit pas être écrit en capitales (les noms de famille non plus), ni en gras, ni en italique, ni en « petit »…
- Le gras n'est utilisé que pour surligner le titre de l'article dans l'introduction, une seule fois.
- L'italique est rarement utilisé : mots en langue étrangère, titres d'œuvres, noms de bateaux, etc.
- Les citations ne sont pas en italique mais en corps de texte normal. Elles sont entourées par des guillemets français : « et ».
- Les listes à puces sont à éviter, des paragraphes rédigés étant largement préférés. Les tableaux sont à réserver à la présentation de données structurées (résultats, etc.).
- Les appels de note de bas de page (petits chiffres en exposant, introduits par l'outil «  Source ») sont à placer entre la fin de phrase et le point final[comme ça].
- Les liens internes (vers d'autres articles de Wikipédia) sont à choisir avec parcimonie. Créez des liens vers des articles approfondissant le sujet. Les termes génériques sans rapport avec le sujet sont à éviter, ainsi que les répétitions de liens vers un même terme.
- Les liens externes sont à placer uniquement dans une section « Liens externes », à la fin de l'article. Ces liens sont à choisir avec parcimonie suivant les règles définies. Si un lien sert de source à l'article, son insertion dans le texte est à faire par les notes de bas de page.
- La présentation des références doit suivre les conventions bibliographiques. Il est recommandé d'utiliser les modèles {{Ouvrage}}, {{Chapitre}}, {{Article}}, {{Lien web}} et/ou {{Bibliographie}}. Le mode d'édition visuel peut mettre en forme automatiquement les références.
- Insérer une infobox (cadre d'informations à droite) n'est pas obligatoire pour parachever la mise en page.

Pour une aide détaillée, merci de consulter Aide:Wikification.
Si vous pensez que ces points ont été résolus, vous pouvez retirer ce bandeau et améliorer la mise en forme d'un autre article.
Kanaphan Puitrakul (thaï : คณพันธ์ ปุ้ยตระกูล), né le 3 septembre 1998, surnommé First (thaï : เฟิร์ส) est un acteur, mannequin et animateur thaïlandais. Il est surtout connu pour ses rôles dans Wake Up Ladies: The Series, Blacklist, The Shipper, Not Me, Astrophile, The Eclipse et Only Friends. Il est également populaire pour son rôle d'animateur dans l'émission de voyage Toe Laew.

## Biographie
First est né et a grandi à Bangkok, en Thaïlande. Il a un frère aîné et un frère cadet. Ses parents l'ont surnommé « Fist », afin qu'il puisse accomplir beaucoup de choses dans sa vie. Il étudié à l'école Suankularb Wittayalai, un école de garçon. En 2021, il est diplômé de l'Université Srinakharinwirot avec un diplôme en gestion des cyberentreprises.

## Carrière
En 2016, First a commencé sa carrière d'acteur à l'âge de dix-huit ans. Il a auditionné pour The Assassin (ฆาตกร), un film produit pour la Journée des enfants, et a été sélectionné pour le rôle principal parmi un groupe de 100 adolescents,,. En 2017, il participe au concours « Cool Man Good Man » et entre dans le Top 4. Plus tard cette année-là, il a été embauché par KA Cosmetics, avec Poompat Iam-samang, pour une publicité télévisée yaoi qui est devenue virale des années plus tard,,.
En 2018, il rejoint l'agence de production et artistique GMMTV et fait ses débuts à la télévision avec un second rôle dans Wake Up Ladies : The Series. La même année, il devient l'un des animateurs de la populaire émission de voyage Toe Laew de GMM25. En 2020, il reprend son rôle d'animateur dans la deuxième saison de l'émission,. First est un invité régulier de l'émission de variétés et du jeu télévisé thaïlandais School Rangers depuis qu'il a rejoint GMMTV. Il est devenu l'un des principaux animateurs de l'émission en 2022.
En 2019, First a tenu un rôle principal dans les séries Wolf et Blacklist,. L'année suivante, il joue dans The Shipper et reprend son rôle de Ryu dans la série suivante Wake Up Ladies: Very Complicated. En 2021, il a joué le rôle de Yok dans Not Me.
En 2022, First a joué le rôle d'Akk dans The Eclipse aux côtés de son meilleur ami, Thanawat Rattanakitpaisan. La série a remporté la meilleure série BL aux Thailand Digital Awards 2022 et le prix de bronze du meilleur programme LGBTQ+ réalisé en Asie aux Content Asia Awards. La même année, il joue également dans les séries F4 Thaïlande : Boys Over Flowers et Astrophile. Et a eu un petit rôle dans le film Netflix The Lost Lotteries,.
En 2023, First a joué le rôle d'Alan dans la série Midnight : Moonlight Chicken. L'émission a remporté le prix du meilleur programme LGBTQ+ réalisé en Asie aux Content Asia Awards 2023. Il a également repris son rôle d'Akk dans Our Skyy 2, pour la série First et sa co-star Thanawat Rattanakitpaisan a sorti le single ฟังดีดี (Your World, My World) sous GMMTV Records.
Durant l'été 2023, il incarne Sand dans la série Only Friends.

## Image personnelle
First possède sa propre marque de vêtements Momento. En septembre 2023, il comptait plus de 2,6 millions de followers sur Instagram.

## Filmographie

### Film
| Année | Titre                | Rôle        | Remarques         | Ref.   |
| ----- | -------------------- | ----------- | ----------------- | ------ |
| 2016  | The Assassin : ฆาตกร | Jeune frère | Le rôle principal | [ 32 ] |
| 2022  | The Lost Lotteries   | Great       | Invité            | [ 33 ] |

### Télévision

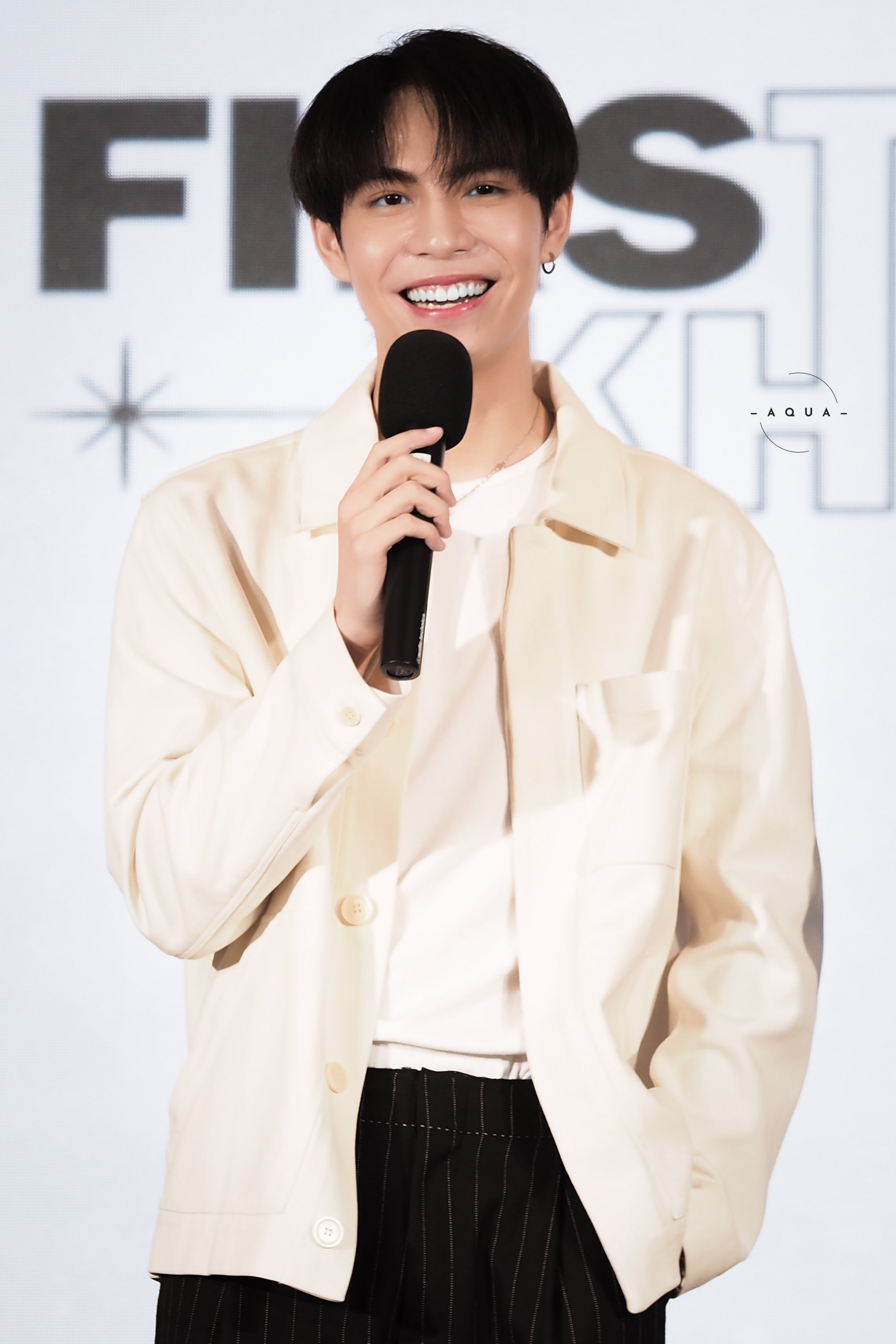
First Kanaphan en novembre 2023, lors d'un événement public.

| Année | Titre                            | Rôle     | Notes               | Ref.          |
| ----- | -------------------------------- | -------- | ------------------- | ------------- |
| 2018  | Wake Up Ladies: The Series       | Ryu      | rôle secondaire     | [ 15 ]        |
| 2019  | Toe Laew Season 1                | lui-même | animateur principal | [ 34 ]        |
| 2019  | Wolf                             | Ryo      | rôle principal      | [ 35 ]        |
| 2019  | Blacklist                        | Jim Bae  | rôle principal      | [ 16 ]        |
| 2020  | The Shipper                      | Kim/ Pan | rôle principal      | [ 36 ]        |
| 2020  | Toe Laew Season 2                | lui-même | animateur principal | [ 37 ]        |
| 2020  | Wake Up Ladies: Very Complicated | Ryu      | rôle secondaire     | [ 38 ]        |
| 2021  | Not Me                           | Yok      | rôle secondaire     | [ 39 ]        |
| 2021  | F4 Thailand: Boys Over Flowers   | Phupha   | cameo               | [ 40 ] [ 41 ] |
| 2022  | The Eclipse                      | Akk      | rôle principal      | [ 42 ]        |
| 2022  | Astrophile                       | Poi      | rôle secondaire     | [ 43 ]        |
| 2023  | Moonlight Chicken                | Alan     | rôle secondaire     | [ 42 ]        |
| 2023  | Our Sky 2                        | Akk      | rôle principal      | [ 44 ]        |
| 2023  | Only Friends                     | Sand     | rôle principal      | [ 45 ]        |